# Raphael Sommer

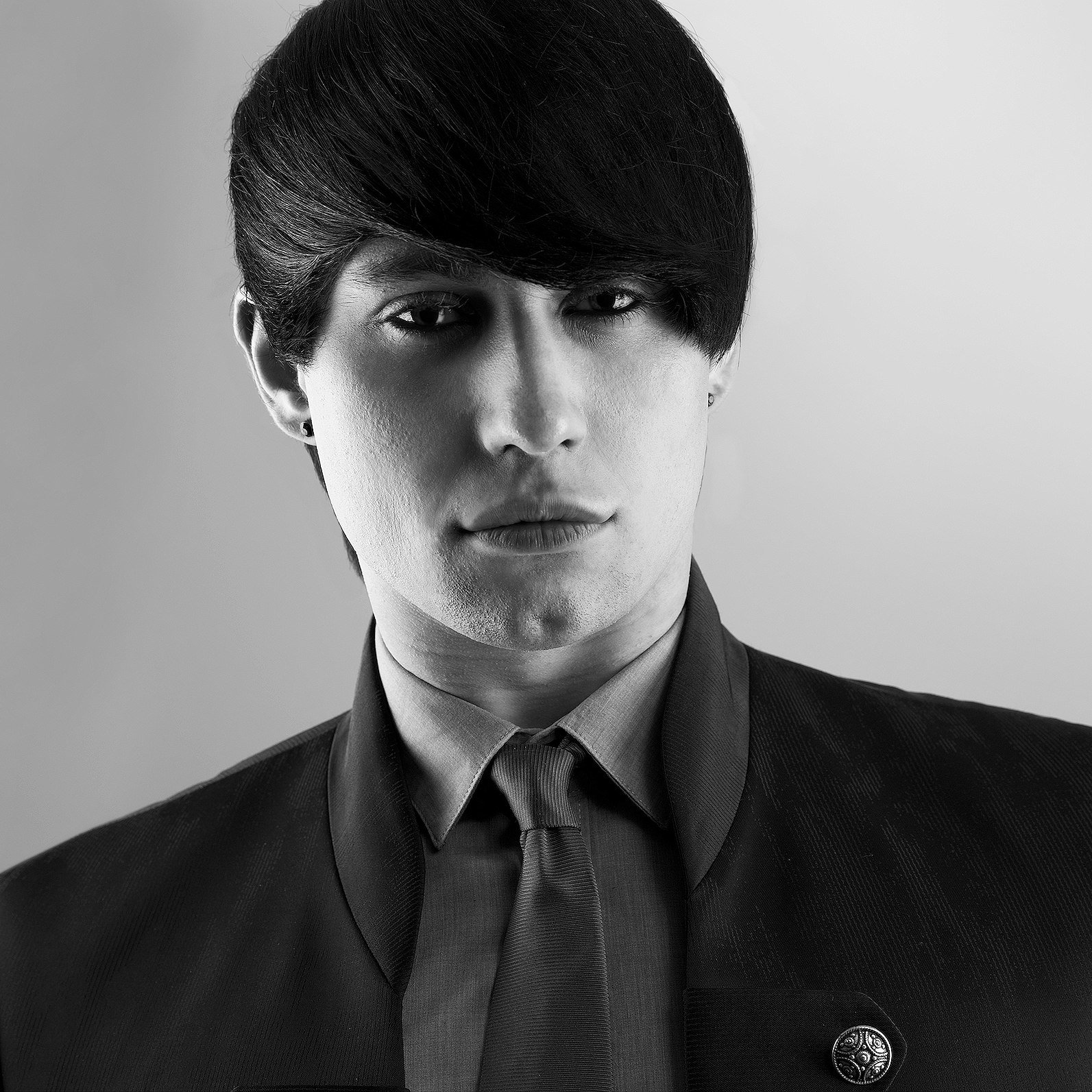
Raphael Sommer

Raphael Sommer (* 8. März 1989 in Basel) ist ein Schweizer Komponist und Musiker aus dem Kanton Basel. Sein Debüt als Kinofilmkomponist war die Musik für Schweizer Geist (2013).

## Leben
Raphael Sommer, Sohn von Susanne Sommer, wuchs in Basel auf und besuchte seit dem 13. Lebensjahr den gestalterischen Schulzweig und produzierte Filme. Mit 15 Jahren absolvierte er ein Praktikum als Filmeditor. Ein Jahr später begann er ein Studium als Theaterschauspieler. Während der Studienzeit lernte er seine Synästhesie kennen, die ihm durch die geschmackliche Wahrnehmung der Musik ein Gespür für Klassik- und Filmmusik Kompositionen ermöglichte und erlernte während der Studienzeit das Klavierspielen und Notenschreiben. Nach dem Studium mit 19 Jahren, gründete Sommer seine eigene Firma Sommer Filmmusik. Parallel zur Filmmusik sammelte er Erfahrung in der Schweizer Filmbranche, unter anderem bei den Schweizer Kinofilmen Dällebach Kari und Das Missen Massaker.

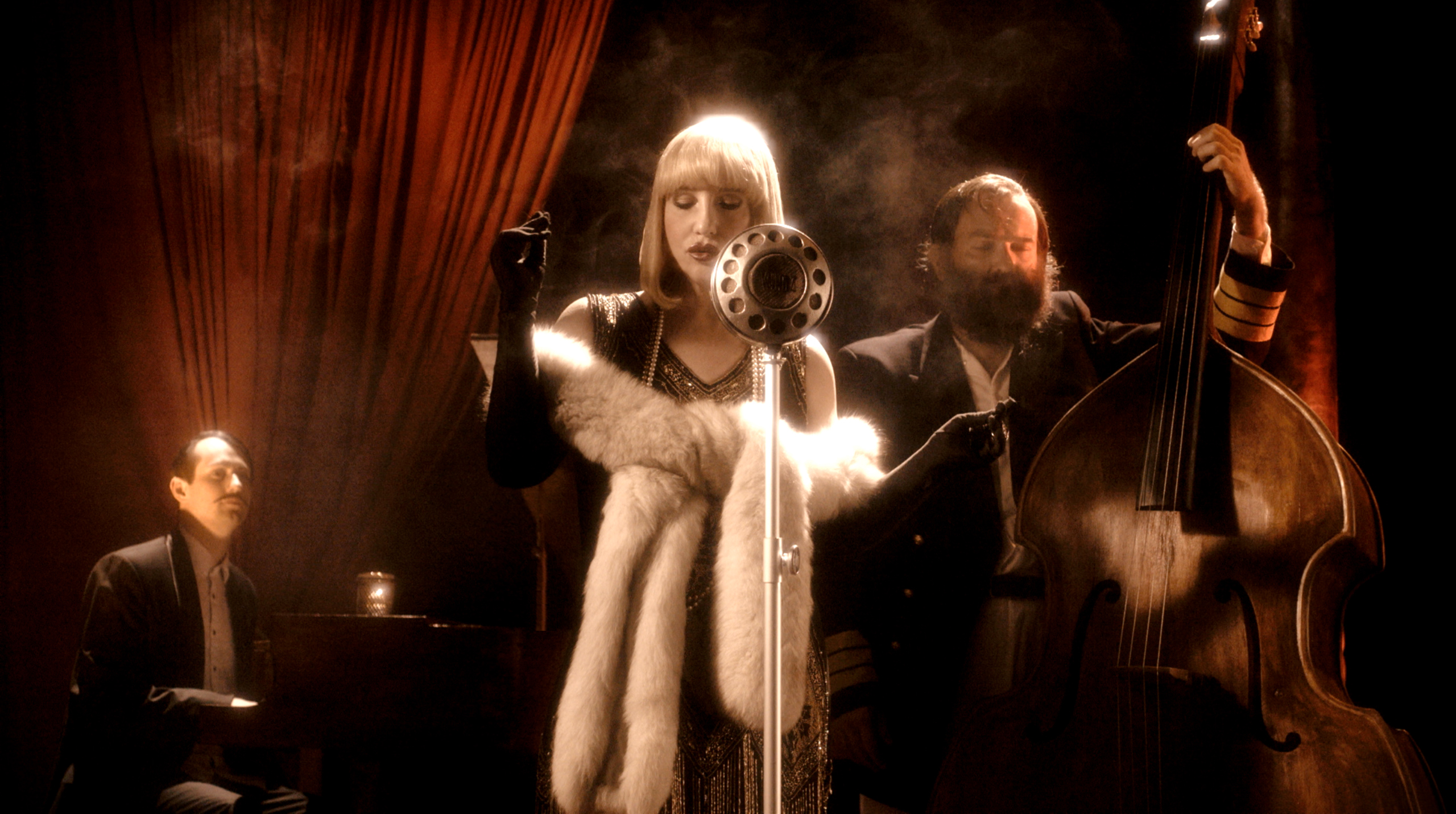
Videoclip Natacha Zäme Ha. Produziert von Orlando Bassi und Raphael Sommer.

Mit 23 Jahren veröffentlichte Sommer seinen ersten Kinofilm-Soundtrack für den Schweizer Dokumentarfilm Schweizer Geist von Regisseur Severin Frei. Sommer wurde damit in der Schweiz als jüngster Schweizer Kinofilmmusik-Komponist bekannt.
Alsbald folgten Auftritte im Fernsehen, zum Beispiel in der SRF Sendung von Kurt Aeschbacher, TeleBasel und JOIZ.
2015 komponierte Sommer den Soundtrack zu Camino de Santiago, der in Schweizer, deutschen und österreichischen Kinos lief. Camino de Santiago war 2015 einer der fünf erfolgreichsten Schweizer Filme. Des Weiteren komponierte er diverse Musikstücke für Werbefilme.

Seit 2015 ist Raphael Sommer nebenberuflich als Komponist und Filmproduzent tätig, etwa für Mundart-Rocksängerin Natacha. 2015 realisierte er mit Makeup-Artist und Produzent Orlando Bassi in Bali den Natacha-Videoclip Zäme Ha und einen Dokumentarfilm über die Dreharbeiten.

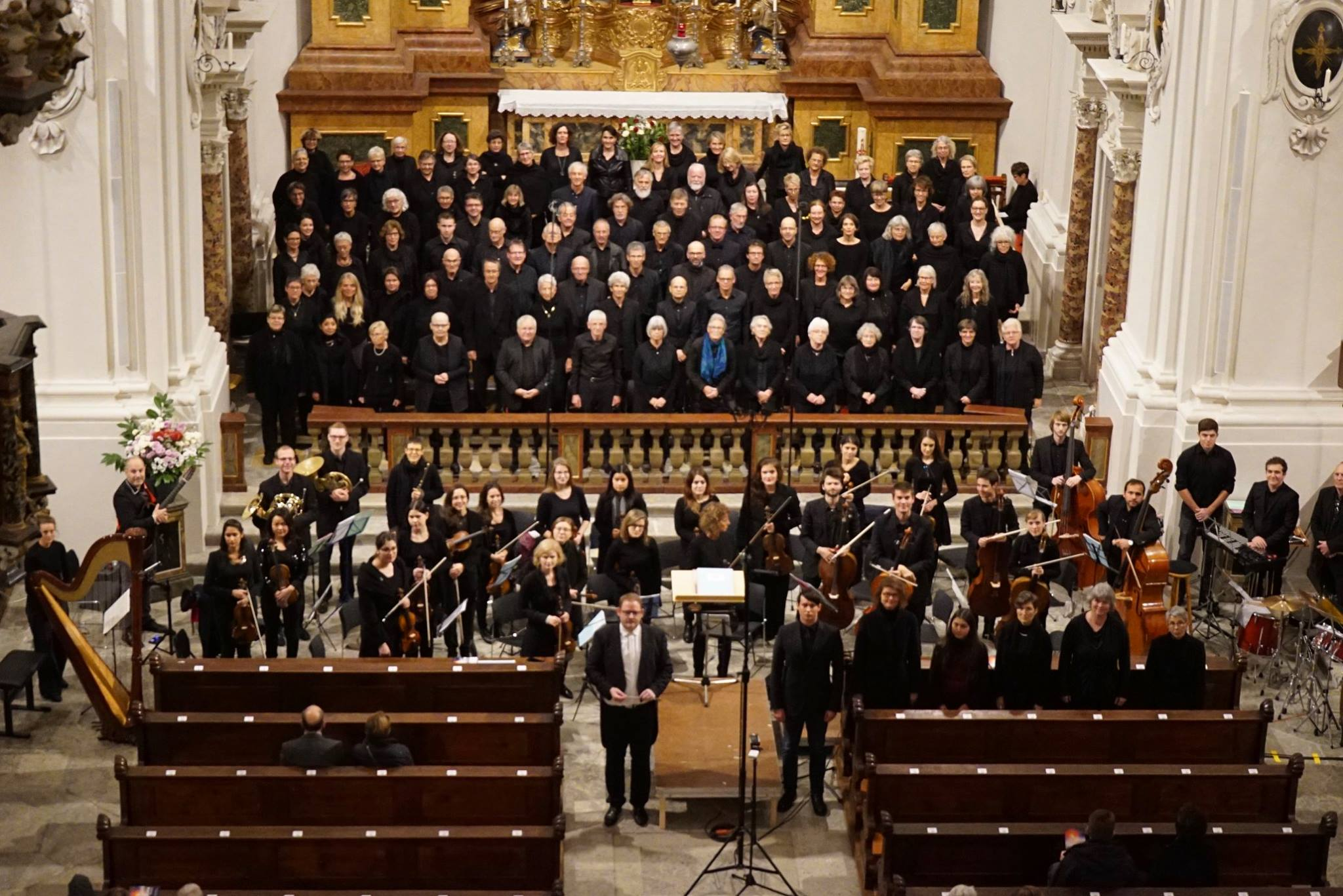
Requiem 2017 mit Dirigenten Florian Kirchhofer und Komponisten Raphael Sommer
Chöre: Ref. Kirchenchor Murten, Kath. Kirchenchor Langendorf und Projektchor REQUIEM Basel

2017 komponierte Sommer die Filmmusik zum Film Noir Scotchend von Regisseur Marc Teide. Neben der Filmmusik komponierte er unter der musikalischen Leitung und dem Dirigat von Florian Kirchhofer, als Zusatz zu Karl Jenkins Requiem, ein Requiem, das im November 2017 mit grossem Erfolg in Murten, Basel und Solothurn uraufgeführt wurde. Das Requiem von Sommer unterscheidet sich zu anderen Requiems dadurch, dass es die Frage behandelt, was vor und nach dem Requiem kommt. Raphael Sommer beschreibt eine Reise einer Beduinenfamilie, die auf der Suche nach einem neuen Zuhause ist. Eine lange Reise durch Wüsten und Städten Israels, begleitet von Hoffnung, Angst, Verzweiflung, Heimatgefühlen und dem Weg zu sich selbst. Die Reise endet musikalisch im Elysium, der Insel der Seligen.
Die Solothurner Zeitung und Murtenbieter Zeitung betitelte das Requiem als "Türöffner für geistliche Musik" und "musikalisches Epos".
2018 komponierte Sommer die Filmmusik zu The Wigmaker von Orlando Bassi, den Film-Noir Soundtrack zum Film Scotchend von Marc Teide und zum Kurzfilm Kämpferinnen von Julian Quentin, der den zweiten Platz an den Jugendfilmtagen erhielt. Sommer veröffentlichte Elysium for Ballet, eine Rekomposition aus seinem Requiem.

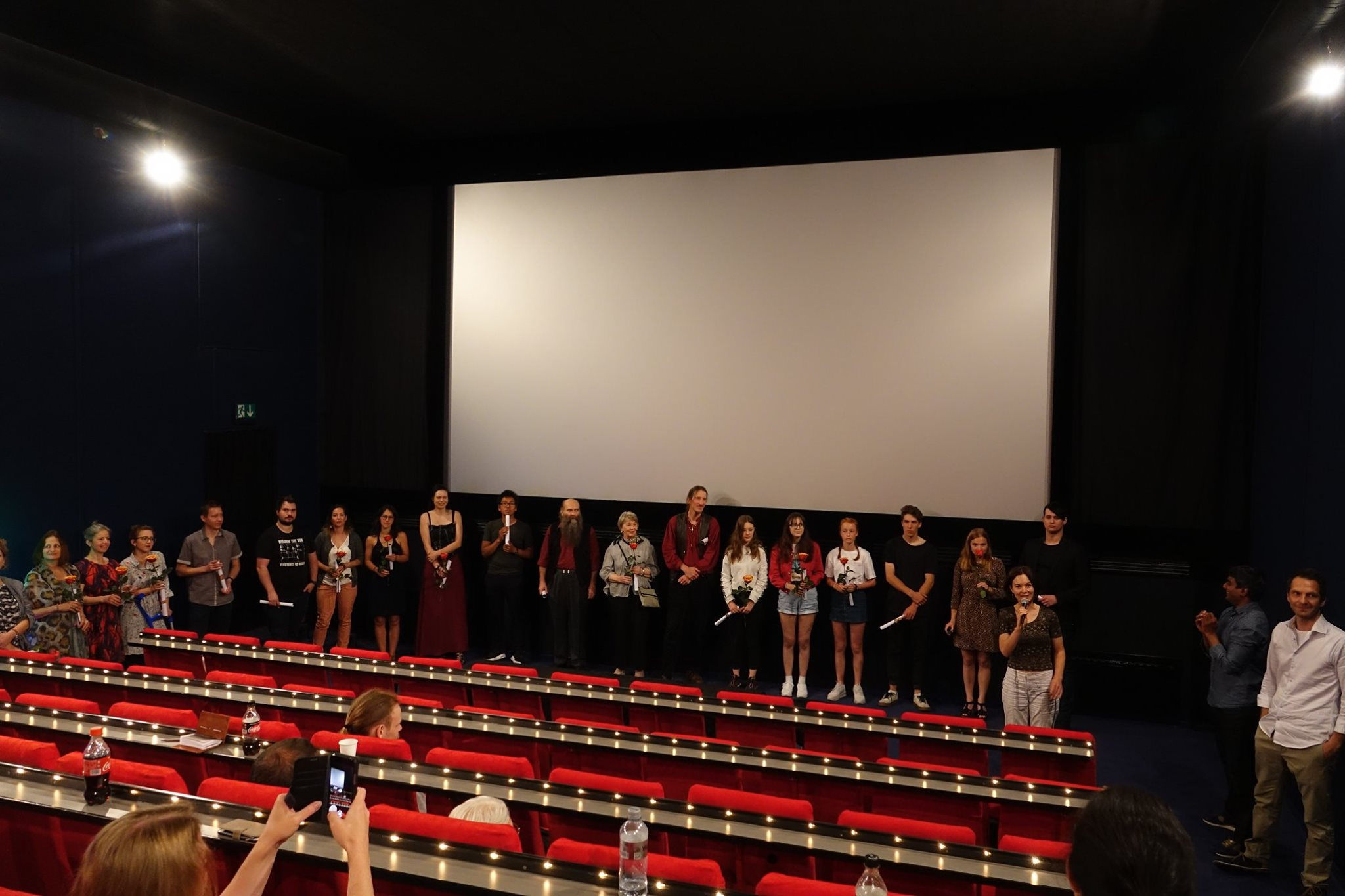
Der weisse Hirsch vom Gantrisch Vorpremiere in Belp am 30. Juni 2019.

2019 erschienen zwei Filme mit Sommers Filmmusik im Kino. Der weisse Hirsch vom Gantrisch wurde im Sommer 2018 von Espace Vivant und Filmaare produziert und kam im Sommer 2019 in die Kinos der Region Bern. Regie führte Robin Bezençon. Den Fantasy-Soundtrack, gespickt mit feinen Piano und Harfen Melodien, schrieb Raphael Sommer. Dabei sind auch epische Tracks wie "Brume Flottante" oder "Une Puissance Supérieure".
Im gleichen Monat erschien der Kino-Dokumentarfilm Hanging by a Thread von Regisseurin Caroline Vloka. Raphael Sommer komponierte mit Komponist Sean A.S. Mengis die Filmmusik. Er übernahm dabei die führende Rolle und den grössten Teil des Albums. Der Film wurde hauptsächlich durch Crowdfunding erfolgreich finanziert.
2019 begann Sommer mit der Kompositionsarbeit für das klassische Konzert Dimension, das 2022 unter der Leitung von Dirigent Florian Kirchhofer uraufgeführt wurde.
Während der Corona-Pandemie nutzte Sommer die Zeit, um sich seinen persönlichen Projekten zu widmen. Dabei produzierte er gemeinsam mit der Regisseurin und Schauspielerin Nina Iseli das Fantasy-Hörspiel Die Welt von Arven. Viele bekannte Sprecher und Jungschauspieler waren involviert, darunter Christoph Schwegler, Walter Andreas Müller, Franziska von Arx, Klemens Niklaus Trenkle, Nadia Brönimann, Olivia Lina Gasche und Chris Bucher. Klemens Niklaus Trenkle übernahm die Ko-Produktion.
2021 produzierte Sommer zusammen mit Olivia Lina Gasche den Dokumentarfilm Glass World Project: Natur & Human. Sommer übernahm die Rollen des Produzenten und Komponisten. Dr. Mark Benecke fungierte als Sprecher für die dokumentarischen Parts.
Noch im selben Jahr produzierten Raphael Sommer, Dr. Mark Benecke und Bianca Stücker die Soundtrack-EP It’s Halloween, die auf allen gängigen Musikplattformen veröffentlicht wurde. Im Jahr 2022 veröffentlichte er den Game-Soundtrack Back to Hell, die Single Baba Yetu mit dem afrikanischen Sänger Nes Mburu und die Single A Court of Thorns and Roses - Orchestral Version mit dem aufstrebenden Pop-Sänger Cossmo.
Zwischen 2022 und 2023 produzierte Sommer gemeinsam mit dem Produzenten und Filmregisseur Martin Albisetti den Spielfilm Plüss. Die Veröffentlichung des Films wurde zugunsten der Festival-Tour verschoben. Ein Kinorelease steht noch aus. Der Film wird von Royal Film aus Basel vertrieben.
Seit 2022 unterstützt Sommer den gemeinnützigen mongolischen Verein Mandach Naran, der den Austausch zwischen Kulturen sowie künstlerische Projekte und Familien in der Mongolei fördert. In diesem Rahmen schrieb er eine Symphonie für den Pferdekopfgeigenspieler Bayanzul Daminsuren und realisierte mit dem Verein 2023 einen Videoclip in der Mongolei.
Der Videoclip Cascading Matter – being in between feierte 2023 zusammen mit dem zugehörigen Kinofilm Wenn ich nur Winterschlaf halten könnte (First Hand Films) Premiere.
2023 wurde Raphael Sommer bei den International Youth Music Competitions in New York als Künstler des Jahres ausgezeichnet.
Im Sommer 2024 erhielt er außerdem den Ehrenpreis des Tagore International Film Festivals für seine Arbeit als Produzent von Glass World.
Im September 2024 erscheint die erste Single des neuen Albums X-Mysteries: Ancient Egypt & Forensic Mysteries. Das Gemeinschaftsprojekt von Raphael Sommer, Dr. Mark Benecke, Björn Pankratz und Bianca Stücker ist eine Mischung aus Musik, Fantasy und Erzählungen und behandelt thematisch die antiken Mysterien Ägyptens bis hin zu den forensischen Geheimnissen Palermos. Unterstützt wird das Projekt von Künstlern wie Timo Wuerz, Jennifer Pankratz, Simon Brombacher und Ruslan Ivanov.

## Diskografie
- 2012: Schweizer Geist (Album)
- 2014–2016: Buchmusik "Die Chronik von Opalindon" (Bestehend aus folgenden Tracks: Opalindon, Symphony of Mark - Origins, Rage of the Forest, Jasumera - City on the Edge)
- 2015: Camino de Santiago (Album)
- 2015: BeauMonde – Das fantastische Comicspektakel (Single)
- 2016: Ein Königreich macht Schule – Tribut to Cameroon (Album)
- 2016: Reborn (Album)
- 2017: Sons Of Paddé (Single)
- 2017: Scotchend (Album)
- 2017: REQUIEM (Live)
- 2018: REQUIEM (Album)
- 2018: The Wigmaker (Single)
- 2018: Elysium for Ballet (Single)
- 2018: Kämpferinnen (Album)
- 2019: Der weisse Hirsch vom Gantrisch (Album)
- 2019: Hanging by a Thread (Album)
- 2020: 2nd Chance (Album)
- 2020: Camino de Santiago (Remaster)
- 2020: Die Welt von Arven - Das Schwert der Ahnen (Hörspiel)
- 2020: Die Welt von Arven - Das Schwert der Ahnen (Soundtrack)
- 2021: Glass World Project - Nature & Human (Hörspiel)
- 2021: Glass World Project - Nature & Human (Soundtrack)
- 2022: A Court of Thorns and Roses (Orchestral Version - Single)
- 2022: Baba Yetu (Single)
- 2022: Back to Hell (Game Soundtrack)
- 2023: Cascading Matter – being in between (Single)
- 2024: X-Mysteries - Ancient Egypt & Forensic Mysteries

## Filmografie

### Kinofilme
- 2011: Dällebach Kari (Making-of)
- 2012: Das Missen Massaker (Making-of)
- 2013: Schweizer Geist (Filmmusik)
- 2015: Camino de Santiago (Filmmusik)
- 2019: Der weisse Hirsch von Gantrisch (Filmmusik)
- 2019: Hanging by a Thread (Filmmusik)
- 2024/2025: Plüss – Einer erwacht, um zu leben. Ein anderer, um zu sterben.

### Filmproduzent
- 2016: Natacha Schwäfuhölzli
- 2017: Natacha Neuland
- 2017: Natacha Zäme Ha
- 2021: Glass World Project - Nature & Human
- 2024: Cascading Matter – being in between (Videoclip)
- 2024/2025: Plüss – Einer erwacht, um zu leben. Ein anderer, um zu sterben.

## Auszeichnungen und Nominierungen (Auswahl)
Auszeichnungen Soundtracks:
- 2021 Hollywood Gold Awards
- 2021 HALO International Film Festival[30]
- 2021 Cult Critic Movie Awards
- 2021 Druk International Film Festival[31]
- 2024 Venice Under the Stars Film Festival (Best Original Song)

Auszeichnungen Film & Regie:
- 2021 Vegas Movie Awards[32]
- 2021 HALO International Film Festival
- 2021 Cult Ciritic Movie Awards
- 2024 Vegas Movie Awards (Best Song, Best Music Video & Best Nature Film)
- 2024 Cinema Carnival Award (Best Videoclip)
- 2024 Ehrenpreis für "Glass World" – Tagore International Film Festival

Diverse Auszeichnungen:
- 2021 Vegas Movie Awards (Social Awareness Awards & Best Trailer)[32]
- 2021 Cult Ciritic Movie Awards (Outstanding Achievement Awards)[31]

Nominierungen:
- 2021 Golden Dragon Awards®
- 2021 Jean Luc Godard Award

Auszeichnung Klassik:
- 2023 IYMC New York (Künstler des Jahres)